# Hemiepífita
Es diu hemiepífita a la planta que passa una part del seu cicle vital com a epífita. Les llavors dels hemiepífits primaris germinen a la capçada i inicialment viuen de forma epífica. Envien arrels cap avall i aquestes arrels acaben entrant en contacte amb el terra. Els epífits secundaris són escaladors d'arrels que comencen com a vinyes arrelades que creixen cap amunt des del sòl del bosc, però més tard trenquen la seva connexió amb el terra. Quan això passa, poden enviar arrels llargues cap a terra.
Entre les aràcies, que no tenen creixement secundari, es troben exemples d'hemiepífites herbàcies. Normalment se'ls troba en boscos humits, i bastant seguit en estrats arboris molt alts. Les aràcies enfiladisses per arrels que perden connexió amb el sòl humit, poden enviar cap a ell llargues arrels que les arrelin novament, aquestes plantes poden ser anomenades hemiepífites secundàries. Ambdues s'aferren fermament a l'escorça del seu arbre hoste [el parasiten mecànicament] amb les seves arrels fototròficament negatives.
En els exemples de hemiepífites llenyoses, un cop les arrels arriben a terra i arrelen, amb el creixement secundari que normalment tenen les plantes llenyoses les arrels es tornen fulcres (de sustentació) i l'engrossiment al voltant del tronc de la planta hoste provoca que moltes vegades aquesta mori per competència per la llum solar o potser estrangulament en no tenir com continuar el seu propi creixement secundari. Aquest hàbit al madurar moltes vegades els dona un aspecte arborescent, on el tronc és un sistema de tiges-arrels escanyadores. Són exemples algunes Moraceae, en particular del gènere Ficus (les espècies conegudes com a "figueres escanyadores"), altres són Metrosideros robusta (mirtàcea), i algunes espècies de Clusia (clusiàcies). Les arrels de les figueres escanyadores s'han aprofitat aparentement per a la construcció de ponts "vius".

Figueres escanyadores
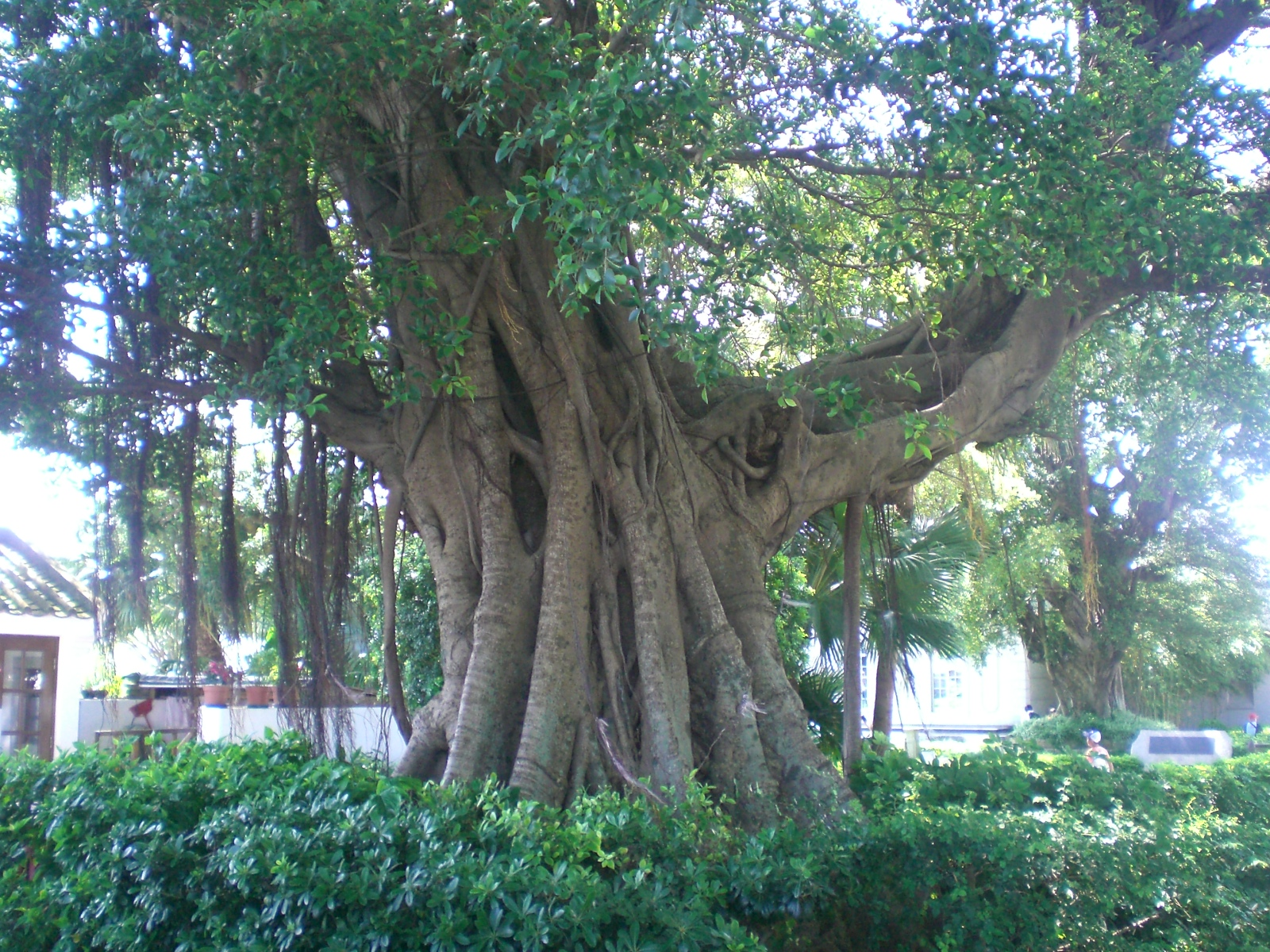
Un escanyador madur pot tenir un hàbit arborescent, el "tronc" està format per un sistema arrels-tiges que s'anastomosen en un procés d'empelt natural.
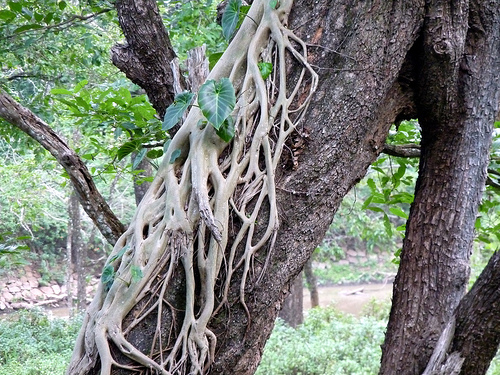
Les plantes escanyadores van començar la seva vida com epífites d'arrels llenyoses.
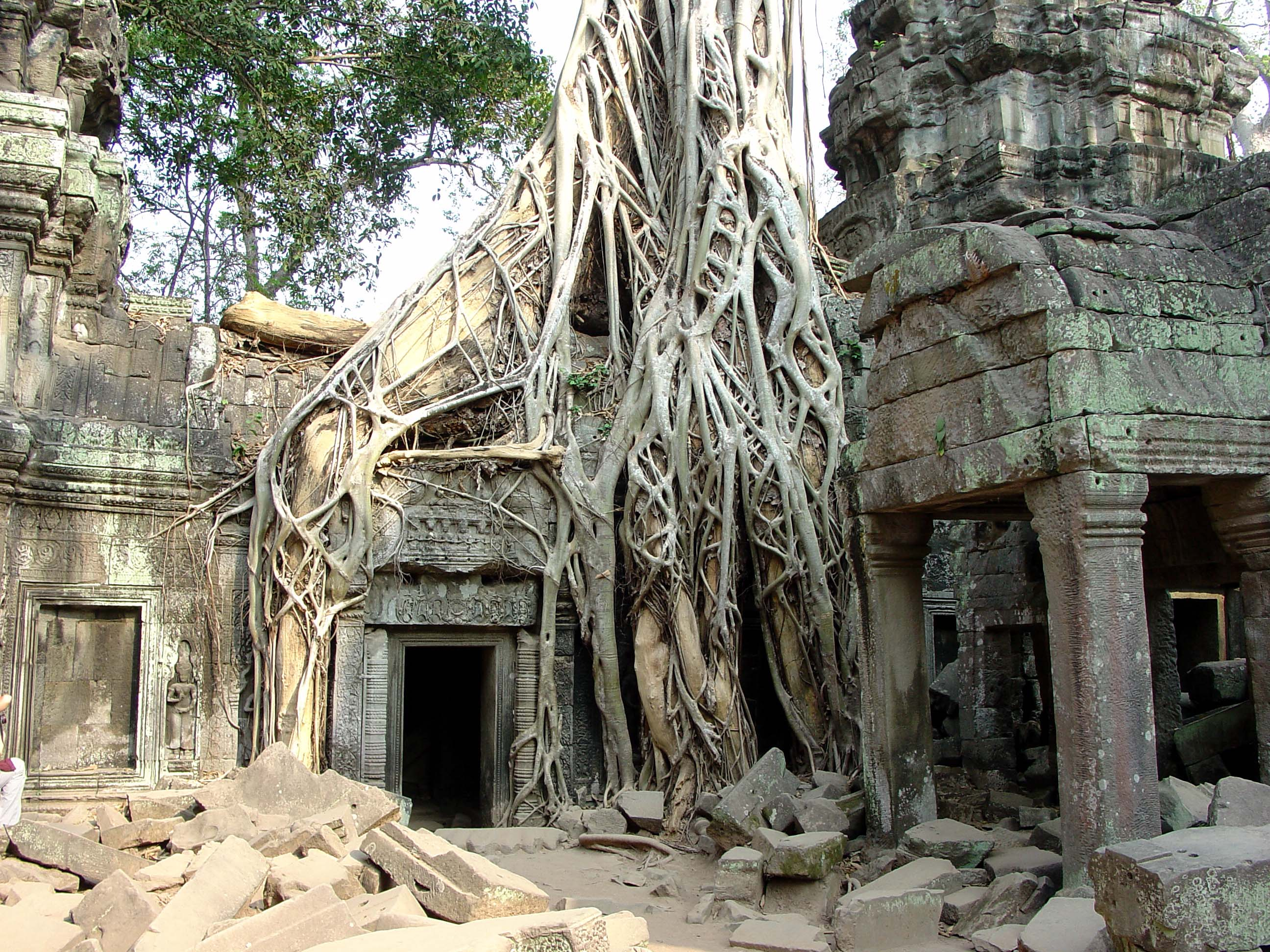
Figuera escanyadora, Ta Prohm Angkor.
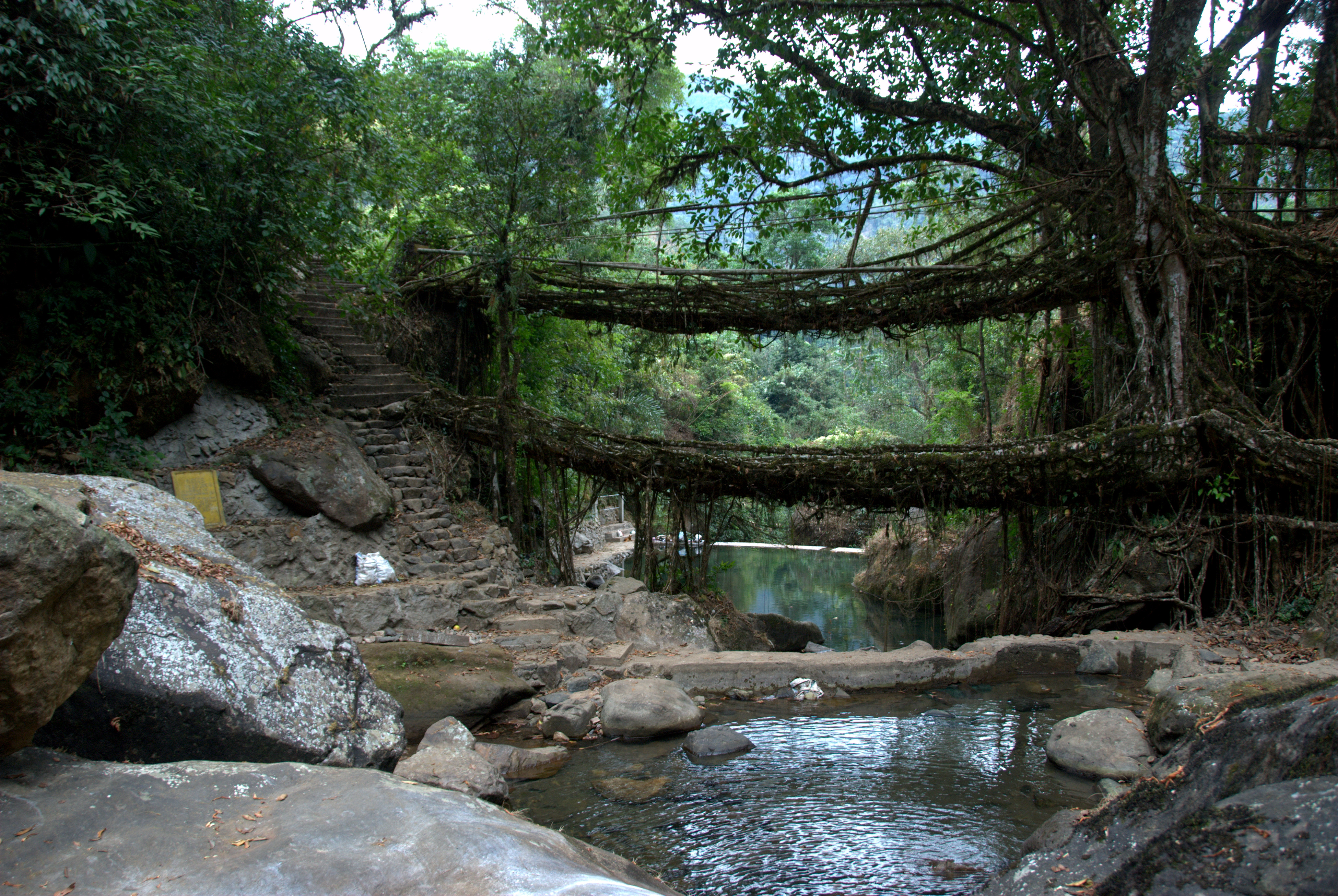
Un "pont viu" d'arrels entrellaçades de figueres escanyadores, Meghalaya, desembre de 2011.